# Žunjeviće
Žunjeviće település Szerbiában, a Raškai körzet Novi Pazar községében.

## Népességváltozás
- 1948-ban 532 lakosa volt.
- 1953-ban 584 lakosa volt.
- 1961-ben 636 lakosa volt.
- 1971-ben 608 lakosa volt.
- 1981-ben 428 lakosa volt.
- 1991-ben 255 lakosa volt.
- 2002-ben 211 lakosa volt, akik közül 209 szerb (99,05%), 1 magyar (0,47%) és 1 ismeretlen.